# Nyårslöfte
Nyårslöften är ett löfte som avläggs av en individ på nyårsafton som ett sätt att förändra sin livsstil åt ett håll som av individen ses som positivt men inte nödvändigtvis enkelt. Namnet kommer ifrån det faktum att dessa löften oftast sätts i effekt på nyårsdagen. Målet är att man ska hålla fast vid ett nyårslöfte åtminstone ett år, annars talas det om att nyårslöftet är brutet.

## Nyårslöften i Västvärlden
Många nyårslöften i västvärlden innehåller en förbättring av fysisk hälsa eller utseende. Till exempel kan en persons löfte vara att begränsa eller helt avsluta intaget av alkohol, tobak eller andra droger. En student kan till exempel göra ett löfte att koncentrera sig på sina studier, alternativt sitt sociala liv. Löften om att äta vettigare eller påbörja regelbunden träning är också vanligt.
Mer sociocentriska exempel är till exempel att donera pengar till fattiga oftare, eller att bli mer medveten om miljön och sin omgivning.
De vanligaste orsakerna till att någon bryter sitt nyårslöfte är orealistiska mål, bristande kontroll eller att den helt och hållet glömmer bort nyårslöftet.

### Sverige
En undersökning som Sifo utförde 2011 på uppdrag av IQ påvisade att 13 procent av svenskarna angav nyårslöfte och att det var vanligast i Stockholm och bland unga kvinnor. 17 procent bröt sitt löfte enligt undersökningen.
Under år 2017 deltog 1066 svenskar i en longitudinell studie vid Stockholms universitet. Deltagarna fick varje månad frågan hur det gick med deras nyårslöfte och i slutet av året visade det sig att en majoritet av de som svarade, 55 procent, fortfarande höll fast vid sitt nyårslöfte.

## Etymologi
Traditionen med nyårslöften kommer från USA. Där förekommer uppgifter om att åskledarens uppfinnare, vetenskapsmannen Benjamin Franklin, introducerade bruket att formulera goda föresatser inför det nya året.
I Sverige användes tidigare begreppet bragelöfte, som finns belagt i Svenska Akademiens ordbok från 1903, men ordet var inte specifikt förknippat med nyår. Den äldsta kända noteringen med ordet nyårslöfte förekom i Aftonbladet 1944. Det dröjde dock flera år innan ordet blev etablerat. Svenska Akademiens ordboksredaktion har inga noteringar med ordet "nyårslöfte" fram till 1947. En av de tidigaste tryckta källorna är en dagsedel av Stig Dagerman med dikten Nyårslöfte, publicerad i tidningen Arbetaren på nyårsafton 1952.